# 上维尼厄勒
上维尼厄勒（法語：Haute-Vigneulles，法語發音：[ot viɲœl]；洛林法兰克语：Oberfiln）是法国摩泽尔省的一个市镇，位于该省中部，属于福尔巴克-布莱摩泽尔区。

## 历史
1810年，市镇下维尼厄勒并入上维尼厄勒。

## 地理
上维尼厄勒（49°6'5"N, 6°33'26"E）面积9.53 平方千米，位于法国大東部大區摩泽尔省，该省份为法国东北部内陆省份，是洛林的一部分，西南接默尔特-摩泽尔省，东临下莱茵省，北与卢森堡和德国接壤。
与上维尼厄勒接壤的市镇（或旧市镇、城区）包括：齐曼、邦比代尔斯特罗夫、弗莱特朗日、富利尼、甘格朗日、阿勒兰、马朗日-宗德朗日。
上维尼厄勒的时区为UTC+01:00、UTC+02:00（夏令时）。

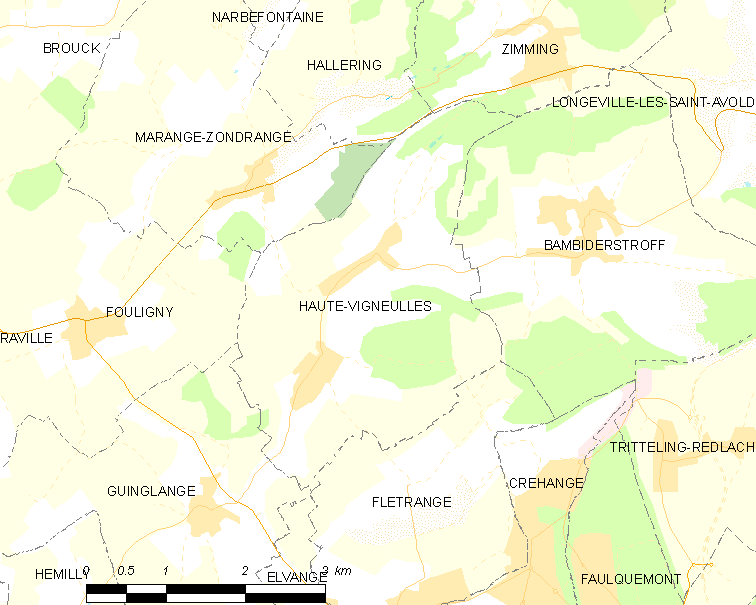
上维尼厄勒的OSM定位图

## 行政
上维尼厄勒的邮政编码为57690，INSEE市镇编码为57714。

## 政治
上维尼厄勒所属的省级选区为福尔克蒙县。

## 人口

1962-2008年间上维尼厄勒人口变化图示

上维尼厄勒于2022年1月1日时的人口数量为450人。